# Rugby Parma Football Club 1931
Maillots
Dernière mise à jour : 20 juin 2012.
Le Rugby Parma Football Club 1931 est un club de rugby à XV italien basé à Parme participant au championnat d'Italie de deuxième division (Serie A).

## Histoire

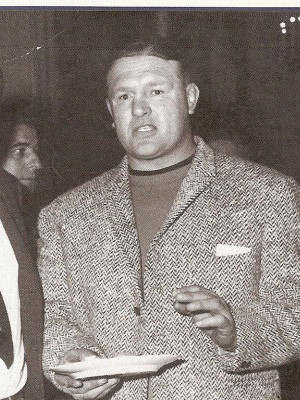
Le troisième-ligne aile international italien, Sergio Lanfranchi.

Le club a été fondé en 1931 par Gianni Penzi, Mario Pirazzoli et Pietro Zini. Pendant neuf années, ils jouent des parties amicales puis ils commencent la compétition officielle. En 1935, Parme devient champion d’Italie de première division et pour cette raison le club peut disputer le championnat de division nationale. À la suite d'une séparation avec les universitaires, en 1946, est fondée le Rugby Parma. Durant les années 50, Parme gagne trois titres de champion d'Italie (1950, 1955 et 1957).
Pendant les saisons 1973-1974 et 1987-1988, l'équipe est reléguée pour être promue l'année suivante et retrouver la première division. En 1993-1994 et 1997-1998, le club dispute le Championnat de Série A2. En 1998-1999, l'équipe joue en Série A, en 2001-2002 la série A devient le Super 10 et la Ligue est créée. En 2005-2006, l'équipe gagne la Coupe d'Italie s'imposant 28-13 contre Rugby Rovigo. Le club est éliminé en demi-finales du championnat par le Rugby Calvisano. Ainsi il peut disputer le tour préliminaire de Coupe d'Europe 2006-2007 et il l'emporte sur les gallois de Newport Gwent Dragons par 24 à 15.
En 2010, il fusionne avec le Rugby Noceto Football Club (it) pour donner naissance au Banca Monte Crociati Parma, et termine 4e du Championnat d'Italie en 2010-2011. En proie à de fortes difficultés financières, les Crociati disparaissent et le Rugby Parma FC redémarre son activité sportive en Serie C, le dernier échelon de la hiérarchie fédérale.
L'équipe première monte en Serie B en 2013, puis en Serie A en 2022.

## Palmarès
- Vainqueur du Championnat d'Italie : 1950, 1955, 1957.
- Vainqueur de la Coupe d'Italie : 2006, 2008, 2009.
- Vainqueur de la Supercoupe d'Italie en 2008.

‌

## Joueurs célèbres
- Henri Cabrol
- Sergio Lanfranchi
- Federico Todeschini
- Federico Pucciariello
- Alberto De Marchi
- Henry Tuilagi
- Ludovic Zanini
- Luke Tait